# Lajonquierea
Lajonquierea is een geslacht van vlinders van de familie spinners (Lasiocampidae).

## Soorten
- L. deruna (Moore, 1859)
- L. derunoides Holloway, 1987
- L. falcifer Holloway & Bender, 1990
- L. jermyi Holloway, 1987
- L. mediofasciata (Grünberg, 1913)
- L. piccoloptera Holloway, 1987
- L. poeciloptera (Grünberg, 1913)
- L. variabile Holloway, 1987